# Gran Premio motociclistico di San Marino 1991
Il Gran Premio motociclistico di San Marino 1991 è stata la dodicesima prova del motomondiale del 1991.
Ritorno per questo Gran Premio nel contesto del motomondiale, infatti era stato tolto dal calendario del 1988 dopo l'edizione svoltasi nel 1987. Dal punto di vista geografico le gare si sono corse nel circuito italiano del Mugello, in questo modo in Italia (così come in Francia ed in Spagna) si svolsero due GP in questa stagione agonistica.
Nella gara della classe 500, vittoria per Rainey con Schwantz e Doohan rispettivamente secondo e terzo. I tre piloti si sono dati battaglia nella fase iniziale della gara per poi distaccarsi e consolidare le loro rispettive posizioni sul traguardo.
Nella lista dei partecipanti l'unica novità di rilievo è l'assegnazione di un'altra wild card per Niall Mackenzie, che dopo aver corso il precedente GP con il team Roberts, viene ingaggiato dal team francese Sonauto. Proprio Mackenzie con il quinto posto in gara ottiene un risultato migliore dei due piloti titolari del team Sonauto, Morillas e Ruggia.
Nella classe 250, Luca Cadalora vince la gara allungando nella classifica piloti sul suo diretto rivale per il titolo, il tedesco Helmut Bradl, che cade a due giri dal termine quando era ancora il lotta con l'italiano per il primo posto.
Da segnalare il rientro in questa classe per Doriano Romboni dopo l'infortunio riportato a seguito di una caduta nel GP d'Olanda che lo costrinse a saltare tre gare, e il cambio di moto per Herri Torrontegui che a partire da questo GP viene ingaggiato dal team Lucky Strike Suzuki per guidare la Suzuki RGV 250.
I due piloti ufficiali Aprilia invece, Loris Reggiani e Pierfrancesco Chili, nonostante gli infortuni riportati nel precedente GP di Gran Bretagna, si presentano regolarmente al via di questa gara, con Reggiani che riesce anche a realizzare un piazzamento a podio (terzo al traguardo).
Prima vittoria per Peter Öttl in un Gran Premio della classe 125, in passato il pilota tedesco aveva vinto tre gare della classe 80 nel 1989.
La gara dei sidecar è stata vinta da Alain Michel e Simon Birchall.

## Classe 500

### Arrivati al traguardo
| Pos. | Nº | Pilota               | Squadra                | Motocicletta         | Giri | Tempo     | Griglia | Punti |
| ---- | -- | -------------------- | ---------------------- | -------------------- | ---- | --------- | ------- | ----- |
| 1º   | 1  | Wayne Rainey         | Marlboro Team Roberts  | Yamaha YZR 500       | 24   | 46'08.566 | 3º      | 20    |
| 2º   | 34 | Kevin Schwantz       | Lucky Strike Suzuki    | Suzuki RGV Γ 500     | 24   | +2.946    | 1º      | 17    |
| 3º   | 3  | Mick Doohan          | Rothmans Honda         | Honda NSR 500        | 24   | +6.066    | 2º      | 15    |
| 4º   | 5  | Wayne Gardner        | Rothmans Honda         | Honda NSR 500        | 24   | +23.218   | 5º      | 13    |
| 5º   | 4  | Niall Mackenzie      | Yamaha Sonauto Mobil 1 | Yamaha YZR 500       | 24   | +33.205   | 8º      | 11    |
| 6º   | 19 | John Kocinski        | Marlboro Team Roberts  | Yamaha YZR 500       | 24   | +37.614   | 4º      | 10    |
| 7º   | 6  | Juan Garriga         | Ducados Yamaha         | Yamaha YZR 500       | 24   | +39.280   | 9º      | 9     |
| 8º   | 27 | Didier de Radiguès   | Lucky Strike Suzuki    | Suzuki RGV Γ 500     | 24   | +39.566   | 7º      | 8     |
| 9º   | 21 | Doug Chandler        | Roberts Yamaha Castrol | Yamaha YZR 500       | 24   | +52.121   | 6º      | 7     |
| 10º  | 8  | Jean-Philippe Ruggia | Yamaha Sonauto Mobil 1 | Yamaha YZR 500       | 24   | +1'15.609 | 10º     | 6     |
| 11º  | 17 | Eddie Laycock        | Millar Racing          | Yamaha YZR 500       | 23   | +1 giro   | 14º     | 5     |
| 12º  | 11 | Marco Papa           | Cagiva                 | Cagiva C591          | 23   | +1 giro   | 15º     | 4     |
| 13º  | 16 | Cees Doorakkers      | HEK-Bauwmachines       | Honda RS 500         | 23   | +1 giro   | 18º     | 3     |
| 14º  | 32 | Michael Rudroff      | R.S. RallyeSport       | Honda RS 500         | 23   | +1 giro   | 16º     | 2     |
| 15º  | 36 | Hans Becker          | Romero Racing          | Hummel-Yamaha TZ 358 | 23   | +1 giro   | 19º     | 1     |
| 16º  | 33 | Josef Doppler        | Doppler Racing         | Yamaha YZR 500       | 23   | +1 giro   | 22º     |       |
| 17º  | 31 | Romolo Balbi         |                        | Honda RS 500         | 23   | +1 giro   | 20º     |       |
| 18º  | 23 | Andreas Leuthe       | Librenti Corse         | Suzuki RG 500        | 22   | +2 giri   | 21º     |       |
| 19º  | 24 | Helmut Schütz        | R.S. Rallye Sport      | Honda RS 500         | 22   | +2 giri   | 23º     |       |

### Ritirati
| Nº | Pilota          | Squadra                | Motocicletta   | Giri | Griglia |
| -- | --------------- | ---------------------- | -------------- | ---- | ------- |
| 39 | Michele Valdo   | Paton                  | Paton V115     | 14   | 17º     |
| 7  | Eddie Lawson    | Cagiva                 | Cagiva C591    | 14   | 11º     |
| 20 | Adrien Morillas | Yamaha Sonauto Mobil 1 | Yamaha YZR 500 | 12   | 13º     |
| 10 | Sito Pons       | Campsa Honda           | Honda NSR 500  | 7    | 12º     |

### Non qualificati
| Nº | Pilota              | Squadra    | Motocicletta |
| -- | ------------------- | ---------- | ------------ |
| 13 | Nicholas Schmassman | Technotron | Honda RS 500 |
| 29 | Larry Vacondio      | Domina     | Domina P22   |

## Classe 250

### Arrivati al traguardo
| Pos. | Nº | Pilota                    | Squadra                        | Motocicletta | Giri | Tempo     | Griglia | Punti |
| ---- | -- | ------------------------- | ------------------------------ | ------------ | ---- | --------- | ------- | ----- |
| 1º   | 3  | Luca Cadalora             | Rothmans-Kanemoto Honda        | Honda        | 20   | 39'49.345 | 3º      | 20    |
| 2º   | 2  | Carlos Cardús             | Repsol Honda - Cardús          | Honda        | 20   | +11.573   | 2º      | 17    |
| 3º   | 13 | Loris Reggiani            | Aprilia Unlimited Jeans        | Aprilia      | 20   | +19.913   | 4º      | 15    |
| 4º   | 7  | Masahiro Shimizu          | Ajinomoto Honda - HRC          | Honda        | 20   | +20.048   | 5º      | 13    |
| 5º   | 5  | Wilco Zeelenberg          | Sharp Sanson - Bieffe          | Honda        | 20   | +20.052   | 7º      | 11    |
| 6º   | 20 | Doriano Romboni           | HB Honda Racing Team Italy     | Honda        | 20   | +22.956   | 10º     | 10    |
| 7º   | 15 | Carlos Lavado             | Team Greco                     | Yamaha       | 20   | +32.621   | 6º      | 9     |
| 8º   | 9  | Pierfrancesco Chili       | Iberna Aprilia - Valesi Racing | Aprilia      | 20   | +33.030   |         | 8     |
| 9º   | 6  | Martin Wimmer             | Lucky Strike Suzuki            | Suzuki       | 20   | +34.627   | 8º      | 7     |
| 10º  | 8  | Jochen Schmid             | Schuh-Zwafink Racing           | Honda        | 20   | +41.643   | 13º     | 6     |
| 11º  | 72 | Herri Torrontegui         | Lucky Strike Suzuki            | Suzuki       | 20   | +43.033   | 20º     | 5     |
| 12º  | 46 | Massimiliano Biaggi       | Team Italia                    | Aprilia      | 20   | +43.039   |         | 4     |
| 13º  | 18 | Andreas Preining          | ÖKM-Aprilia - SK Vöst          | Aprilia      | 20   | +55.913   | 12º     | 3     |
| 14º  |    | Jurgen van den Goorbergh  |                                | Aprilia      | 20   | +55.979   |         | 2     |
| 15º  | 33 | Stefan Prein              | HB Honda Racing Team Germany   | Honda        | 20   | +56.103   |         | 1     |
| 16º  |    | Eskil Suter               |                                | Aprilia      | 20   | +1'02.978 |         |       |
| 17º  | 16 | Alberto Puig              |                                | Yamaha       | 20   | +1'03.558 | 15º     |       |
| 18º  | 51 | Jean Pierre Jeandat       |                                | Honda        | 20   | +1'05.607 |         |       |
| 19º  |    | Urs Jücker                |                                | Yamaha       | 20   | +1'06.224 |         |       |
| 20º  | 19 | Marcellino Lucchi         |                                | Aprilia      | 20   | +1'09.233 |         |       |
| 21º  |    | Frédéric Protat           |                                | Aprilia      | 20   | +1'18.735 |         |       |
| 22º  | 45 | Corrado Catalano          |                                | Honda        | 20   | +1'18.821 |         |       |
| 23º  | 32 | Bernard Haenggeli         |                                | Aprilia      | 20   | +1'19.211 |         |       |
| 24º  |    | Fausto Ricci              |                                | Yamaha       | 20   | +1'21.330 |         |       |
| 25º  |    | Ian Newton                |                                | Yamaha       | 20   | +1'49.524 |         |       |
| 26º  | 34 | Patrick van den Goorbergh |                                | Yamaha       | 20   | +1'49.573 |         |       |
| 27º  |    | Renato Colleoni           |                                | Aprilia      | 20   | +1'49.590 |         |       |

### Ritirati
| Nº | Pilota           | Motocicletta | Giri | Griglia |
| -- | ---------------- | ------------ | ---- | ------- |
| 4  | Helmut Bradl     | Honda        | 18   | 1º      |
|    | Stefano Caracchi | Yamaha       | 17   |         |
| 27 | Renzo Colleoni   | Aprilia      | 16   |         |
| 11 | Àlex Crivillé    | JJ Cobas     | 16   | 9º      |
| 30 | Harald Eckl      | Aprilia      | 9    | 11º     |
| 22 | Stefano Pennese  | Aprilia      | 4    |         |
| 44 | Bernd Kassner    | Aprilia      | 3    |         |
| 17 | Paolo Casoli     | Yamaha       | 1    |         |

### Non partito
| Nº | Pilota         | Motocicletta |
| -- | -------------- | ------------ |
| 37 | Erkka Korpiaho | Aprilia      |

### Non qualificati
| Nº | Pilota       | Motocicletta |
| -- | ------------ | ------------ |
|    | Jean Foray   | Yamaha       |
|    | José Barresi | Yamaha       |

## Classe 125

### Arrivati al traguardo
| Pos. | Nº | Pilota              | Squadra                     | Motocicletta | Giri | Tempo     | Griglia | Punti |
| ---- | -- | ------------------- | --------------------------- | ------------ | ---- | --------- | ------- | ----- |
| 1º   | 22 | Peter Öttl          | AGV Racing Team Deutschland | Bakker-Rotax | 18   | 37'57.546 | 4º      | 20    |
| 2º   | 1  | Loris Capirossi     | AGV - Pileri Corse          | Honda        | 18   | +2.495    | 3º      | 17    |
| 3º   | 7  | Fausto Gresini      | AGV - Pileri Corse          | Honda        | 18   | +2.631    | 6º      | 15    |
| 4º   | 28 | Ralf Waldmann       | Schuh-Zwafink Honda Racing  | Honda        | 18   | +2.673    | 5º      | 13    |
| 5º   | 9  | Alessandro Gramigni | Team Italia                 | Aprilia      | 18   | +2.744    | 2º      | 11    |
| 6º   | 12 | Gabriele Debbia     | Team Italia                 | Aprilia      | 18   | +2.982    | 8º      | 10    |
| 7º   | 5  | Jorge Martínez      | Metraux-Coronas             | Honda        | 18   | +23.625   | 7º      | 9     |
| 8º   | 35 | Kazuto Sakata       | ELF Kepla - Meiko           | Honda        | 18   | +23.673   | 9º      | 8     |
| 9º   | 4  | Dirk Raudies        | Schuh HB Honda Racing       | Honda        | 18   | +34.708   |         | 7     |
| 10º  | 15 | Maurizio Vitali     | Gazzaniga Corse             | Gazzaniga    | 18   | +34.944   |         | 6     |
| 11º  | 16 | Koji Takada         | Team Takeshima              | Honda        | 18   | +34.992   | 13º     | 5     |
| 12º  | 3  | Bruno Casanova      | Semprucci IDM               | Honda        | 18   | +35.012   | 10º     | 4     |
| 13º  | 6  | Ezio Gianola        | Derbi GP Team               | Derbi        | 18   | +36.447   | 20º     | 3     |
| 14º  | 10 | Heinz Lüthi         | ELF Compétition             | Honda        | 18   | +36.474   |         | 2     |
| 15º  | 11 | Adi Stadler         | RS RallyeSport GmbH         | JJ Cobas     | 18   | +36.486   |         | 1     |
| 16º  |    | Antonio Sánchez     |                             | JJ Cobas     | 18   | +36.618   | 12º     |       |
| 17º  | 14 | Julián Miralles     |                             | JJ Cobas     | 18   | +49.740   | 23º     |       |
| 18º  | 20 | Hisashi Unemoto     |                             | Honda        | 18   | +1'07.777 |         |       |
| 19º  | 73 | Kin'ya Wada         |                             | Honda        | 18   | +1'07.928 |         |       |
| 20º  | 2  | Hans Spaan          |                             | Honda        | 18   | +1'07.978 |         |       |
| 21º  |    | Stefan Kurfiss      |                             | Honda        | 18   | +1'08.282 |         |       |
| 22º  |    | Serafino Foti       |                             | Honda        | 18   | +1'08.332 |         |       |
| 23º  | 46 | Arie Molenaar       |                             | Honda        | 18   | +1'08.386 |         |       |
| 24º  |    | Johnny Wickström    |                             | Honda        | 18   | +1'09.278 |         |       |
| 25º  |    | Oliver Petrucciani  |                             | Aprilia      | 18   | +1'10.241 |         |       |
| 26º  | 29 | Peter Galvin        |                             | Honda        | 18   | +1'10.702 |         |       |
| 27º  | 34 | Emilio Cuppini      |                             | Gazzaniga    | 18   | +1'13.960 |         |       |
| 28º  |    | Jos van Dongen      |                             | Honda        | 18   | +1'29.497 |         |       |
| 29º  |    | Hans Koopman        |                             | Honda        | 18   | +1'38.964 |         |       |
| 30º  | 49 | René Dünki          |                             | Honda        | 18   | +1'39.549 |         |       |

### Ritirati
| Nº | Pilota           | Motocicletta | Griglia |
| -- | ---------------- | ------------ | ------- |
| 56 | Noboru Ueda      | Honda        | 1º      |
| 17 | Steve Patrickson | Honda        |         |
|    | Oliver Koch      | Honda        |         |
| 41 | Alain Bronec     | Honda        |         |
|    | Nobuyuki Wakai   | Honda        | 15º     |

### Non partito
| Nº | Pilota      | Motocicletta |
| -- | ----------- | ------------ |
|    | Carlos Giró | JJ Cobas     |

### Non qualificati
| Nº | Pilota           | Motocicletta |
| -- | ---------------- | ------------ |
|    | Ian McConnachie  | Honda        |
| 43 | Manuel Hernández | Honda        |
| 45 | Thierry Feuz     | Honda        |
|    | Janez Pintar     | Honda        |
| 26 | Javier Debon     | JJ Cobas     |
| 50 | Hubert Abold     | Honda        |
| 62 | Stefan Brägger   | Honda        |
|    | Luis Alvaro      | Derbi        |

## Classe sidecar

### Arrivati al traguardo (posizioni a punti)
| Pos. | Pilota             | Passeggero       | Costruttore   | Giri | Tempo     | Griglia | Punti |
| ---- | ------------------ | ---------------- | ------------- | ---- | --------- | ------- | ----- |
| 1º   | Alain Michel       | Simon Birchall   | LCR - Krauser | 18   | 36'42.410 | 3º      | 20    |
| 2º   | Steve Webster      | Gavin Simmons    | LCR - Krauser | 18   | +0.026    | 1º      | 17    |
| 3º   | Markus Egloff      | Urs Egloff       | SMS - Krauser | 18   | +20.081   |         | 15    |
| 4º   | Egbert Streuer     | Peter Brown      | LCR - Krauser |      |           |         | 13    |
| 5º   | Tony Wyssen        | Kilian Wyssen    | LCR - Krauser |      |           |         | 11    |
| 6º   | Ralph Bohnhorst    | Bruno Hiller     | LCR - Krauser |      |           |         | 10    |
| 7º   | Markus Bösiger     | Peter Markwalder | LCR - Krauser |      |           |         | 9     |
| 8º   | Theo van Kempen    | Geral de Haas    | LCR - Krauser |      |           |         | 8     |
| 9º   | René Progin        | Gary Irlam       | LCR - Krauser |      |           |         | 7     |
| 10º  | Darren Dixon       | Sean Dixon       | LCR - Krauser |      |           |         | 6     |
| 11º  | Derek Brindley     | Alan Langton     | LCR - Krauser |      |           |         | 5     |
| 12º  | Yoshisada Kumagaya | Brian Houghton   | LCR - Krauser |      |           |         | 4     |
| 13º  | Paul Güdel         | Charly Güdel     | LCR - Krauser |      |           |         | 3     |
| 14º  | Werner Kraus       | Thomas Schröder  | Busch - ADM   |      |           |         | 2     |
| 15º  | Hans Hügli         | Adolf Hänni      | LCR - Yamaha  |      |           |         | 1     |